# Касмала (село)
Касмала́ — село в Павловском районе Алтайского края. Административно относится к Чернопятовскому сельсовету.

## История
Село основано в 1600 году по данным карты, составленной отделом землеустройства в 1926 году. Масштаб — 5 вёрст в дюйме. Чертил А. Беленко. Носило название деревня Касмалинская. К середине 30-х годов XVIII века деревня была по тем временам достаточно большим населённым пунктом. В списке 1735 года демидовского приказчика Семёна Пальца, в деревне Касмалинской насчитывалось 20 душ мужского пола и 21 душа женского.
«Список населённых мест Томской губернии на 1911 год» содержит сведения, что в селе Касмалинском Шаховской волости 186 дворов и 1307 человек, в том числе 613 мужчин и 694 женщины. В селе построена церковь, при ней церковно-приходская школа, маслозавод, мануфактурная лавка, мелочная лавка, казённая винная лавка, хлебозапаспый магазин. В перепись 1926 года в селе Касмала Павловского района в 253 дворах учли 1061 жителя, в том числе 498 мужского и 563 женского пола.

## География
Ближайшая река — Касмала. В полукилометре протекает река Обь. К западу от села расположен Касмалинский ленточный бор.
Ближайшие населённые пункты — Чернопятово, Нагорный, Черёмно-Подгорное, Харьково.

## Население
| 1926 | 1997 | 1998 | 1999 | 2000 | 2001 |
| ---- | ---- | ---- | ---- | ---- | ---- |
| 1061 | ↘106 | ↘105 | ↘95  | ↗100 | ↘87  |
| 2002 | 2003 | 2004 | 2005 | 2006 | 2007 |
| ↘77  | ↗87  | ↘66  | →66  | ↘63  | →63  |
| 2008 | 2009 | 2010 | 2011 | 2012 | 2013 |
| ↗65  | →65  | ↘61  | →61  | ↘56  | ↘52  |